# 下級法庭
在法律體系中，下級法庭（英語：Lower court），是一個位階較低的法院。由下級法院作出的判決，可以經由上訴，由上級法庭來重新審閱。
通常初審法院（Trial court）一定是下級法庭。而上訴法院，相對於終審法院，也是下級法院。